# Wahyudi
Wahyudi (sinh ngày 4 tháng 4 năm 1978 ở Kediri, East Java) là một cầu thủ bóng đá người Indonesia hiện tại làm việc cho Persik Kediri với vị trí trợ lý huấn luyện viên ở Indonesia Super League.

## Thống kê câu lạc bộ
| Câu lạc bộ    | Mùa giải | Super League | Super League | Premier Division | Premier Division | Piala Indonesia | Piala Indonesia | Tổng    | Tổng      |
| Câu lạc bộ    | Mùa giải | Số trận      | Bàn thắng    | Số trận          | Bàn thắng        | Số trận         | Bàn thắng       | Số trận | Bàn thắng |
| ------------- | -------- | ------------ | ------------ | ---------------- | ---------------- | --------------- | --------------- | ------- | --------- |
| Persik Kediri | 2008-09  | ??           | 0            | -                | -                | ??              | 0               | ??      | 0         |
| Persik Kediri | 2009-10  | 3            | 0            | -                | -                | ??              | 0               | ??      | 0         |
| Deltras F.C.  | 2011-12  | 10           | 0            | -                | -                | -               | -               | 10      | 0         |
| Tổng          | Tổng     | ??           | 0            | -                | -                | ??              | 0               | ??      | 0         |